# بيلا وصموئيل سبيواك
بيلا و صمويل سبيواك هما فريق كتابة مكون من زوج وزوجة.

## بيلا
بيلا كوهن (25 مارس 1899 - 27 أبريل 1990)، هي كاتبة رومانية مواليد 25 مارس 1899 في بوخارست، بعد تخرجها من المدرسة، عملت كصحفية في الصحف الاشتراكية والسلمية، مثل «The New York Call»، قدمت في مسرح Victoria Palace Theatre 

## صمويل
صمويل سبيواك (16 سبتمبر 1899 - 14 أكتوبر 1971)، مواليد في أوكرانيا. التحق بمدرسة Stuyvesant الثانوية في مدينة نيويورك [1] ثم حصل على شهادته من كلية كولومبيا.

## روابط خارجية
- بيلا وصموئيل سبيواك على موقع ميوزك برينز (الإنجليزية)
- العثور على مساعدة لأوراق بيلا وصمويل سبيواك في جامعة كولومبيا. مكتبة الكتب النادرة والمخطوطات.